# 周少岐
周少岐，JP（1863年—1925年7月17日），香港著名企業家，籍貫廣東東莞常平鎮橋梓村，周埈年爵士之父。畢業於皇仁書院，任船政署文牘書記，其後繼承父親的生意，創立安全保火險公司，泰新銀號等。1903年被委為太平紳士，其後獲為香港定例局（立法局前身）議員，他在商界能袖善舞，為家族奠下日後顯赫的基石。

## 熱心公益
周少岐熱心社會公益，嘗捐米糧賑飢荒，獲清政府獎知府銜，晉援朝議大夫。其後又獲選為東華三院主席，香港大學堂董事等職務。

## 天災身亡
1925年7月17日颱風襲港，其寓所在颱風中倒塌，周少岐與妻媳等十一人一同罹難，而其兒子周埈年爵士則僥倖生還。同葬於香港仔華人永遠墳場。